# 霍原
霍原（?—?），字休明，晉朝燕國廣陽人。元康年間，同郡人劉沈擔任燕國大中正時，將霍原評為二品人才，但經司徒審核時未予批准，劉沈不服，上表申訴。晉武帝下詔讓司徒繼續討論，中書監張華認為霍原是上品人才，晉武帝最終認可張華的評定，並征召霍原做官，但遭到霍原拒絕。後駐守幽州的王浚圖謀稱帝，派人詢問霍原的意見，霍原不回答，王浚不爽。當時有首童謠，內容有句叫做：「天子在何許？近在豆田中。」王浚以豆上有藿為由逮捕霍原並將其斬殺，還高懸其頭顱。

## 延伸阅读
[在维基数据编辑]
 《晉書·卷094》，出自房玄齡《晉書》